# Vincenzo Garofalo
Vincenzo Garofalo (Messina, 30 novembre 1958) è un politico italiano.

## Biografia
Laureato in ingegneria meccanica, figlio di Francesco, imprenditore messinese, il 29 aprile 2008 è stato eletto alla Camera dei deputati.
Fino al 10 settembre 2010 è stato componente della XII Commissione (Affari Sociali) e dal 13 settembre 2010 al 13 marzo 2013 membro della IX Commissione Trasporti, Poste e Telecomunicazioni.
Rieletto alle elezioni politiche 2013 anche per la XVII Legislatura, il 10 aprile 2013 il Popolo della Libertà ha ufficializzato la sua candidatura a Sindaco della città di Messina.
Nel 2013 si candida a sindaco di Messina guidando una coalizione di centro-destra composta da: Popolo della Libertà, Fratelli d'Italia - Centrodestra Nazionale, Autonomisti per Messina, Siamo Messina per Enzo Sindaco, PDA Popolo dell'Avvenire. Viene, tuttavia, sconfitto al primo turno da Felice Calabrò (centro-sinistra) e da Renato Accorinti (sinistra).
Il 16 novembre 2013, con la sospensione delle attività del Popolo della Libertà, aderisce al Nuovo Centrodestra guidato da Angelino Alfano.
Alle elezioni politiche del 2018 è ricandidato alla Camera nelle liste di Noi con l'Italia-UDC, ma non viene rieletto.